# 卡諾阿斯德蓬塔薩爾區
3°56′45″S 80°56′25″W / 3.9458°S 80.9404°W
卡諾阿斯德蓬塔薩爾區（西班牙語：Distrito de Canoas de Punta Sal），是秘魯的一個區，位於該國西北部通貝斯大區的康特拉爾米蘭特比利亞爾省，始建於2006年4月3日，面積623.3平方公里，2007年人口4,429，人口密度每平方公里7.1人。